# یادمان ملی پرل هاربر

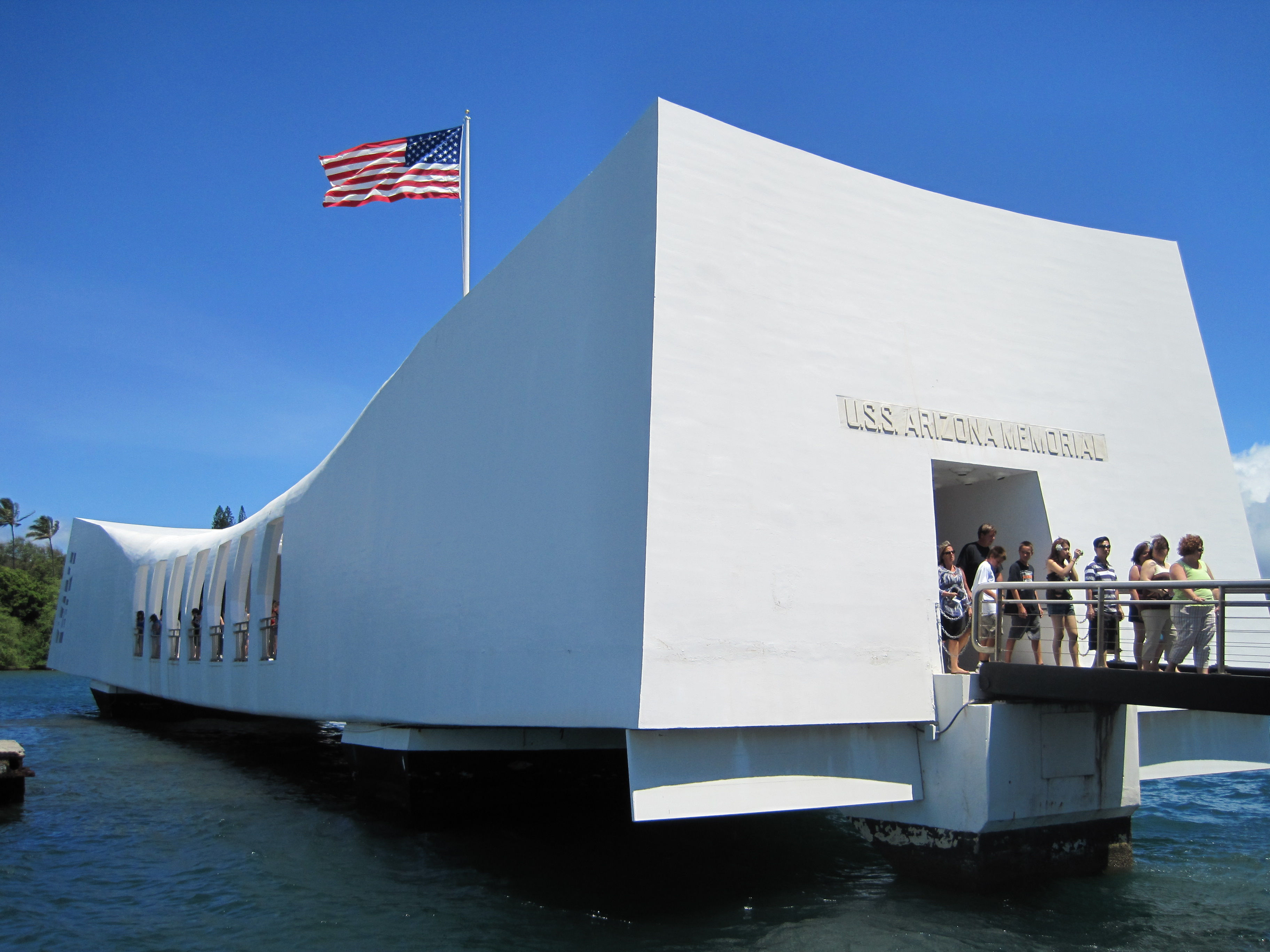
یادبود یواس‌اس آریزونا، پرل هاربر.

یادمان ملی پرل هاربر (انگلیسی: Pearl Harbor National Memorial) مکان یادبود وقایع حمله به پرل هاربر در ۷ دسامبر ۱۹۴۱ است که بیش از ۲۴۰۰ آمریکایی را کشت و دوازده کشتی را غرق کرد. این یادمان در جزیره اوآهو، هاوایی واقع شده است.
این مکان شامل یادبود یواس‌اس آریزونا، یادبود یواس‌اس یوتا (بی‌بی-۳۱)، یادبود یواس‌اس اکلاهما (بی‌بی-۳۷)، شش خانه ییلاقی افسران ارشد در جزیره فورد، اسکله‌های پهلوگیری F6، F7 و F8 که بخشی از ردیف کشتی‌های جنگی را تشکیل می‌دادند، و مرکز بازدیدکنندگان در هالاوا لندینگ است.
یک مرکز بازدیدکنندگان و پارک دارای گالری‌هایی دربارهٔ جنگ اقیانوس آرام در جنگ جهانی دوم، یک سالن تئاتر که فیلمی دربارهٔ حمله را نشان می‌دهد و مجسمه یادبود است. بازدیدکنندگان می‌توانند با کشتی به یادبود آریزونا بروند.
در نزدیکی آن یادبود یواس‌اس میزوری، موزه یواس‌اس کمان‌باله (اس‌اس-۲۸۷) و موزه هوانوردی پرل هاربر قرار دارند که به عنوان جاذبه‌های تاریخی در مجتمع نیروی دریایی پرل هاربر تعیین شده‌اند.
یادمان ملی پرل هاربر بخشی از سازمان پارک‌های ملی ایالات متحده در جزیره اوآهو، هاوایی است. قانون حفاظت، مدیریت و تفریحات جان دی. دینجل جونیور در ۱۲ مارس ۲۰۱۹، این مکان را از بنای یادبود ملی دلاوری در جنگ جهانی دوم در اقیانوس آرام حذف کرد و آن را به یک یادبود ملی جداگانه تبدیل کرد. مساحت آن ۲۱٫۳ جریب فرنگی (۰٫۰۸۶ کیلومتر مربع) است.